# Danuta Kordaczuk
Danuta Kordaczuk-Wagner (Varsòvia, 2 de setembre de 1939 - Varsòvia, 10 d'abril de 1988) va ser una jugadora de voleibol polonesa que va competir durant la dècada de 1950 i 1960. Es casà amb el també jugador de voleibol Hubert Wagner.
El 1964 va prendre part en els Jocs Olímpics de Tòquio, on guanyà la medalla de bronze en la competició de voleibol.
En el seu palmarès també destaquen dues medalles de bronze al Campionat del Món de voleibol, el 1956 i el 1962 i dues medalles al Campionat d'Europa, de plata el 1963, i de bronze el 1958.
Jugà 164 partits amb la seva selecció. A nivell de clubs jugà al Zryw Wrocław, Gwardia Wrocław i Legia Warszawa i guanyà sis lligues nacionals.